# Mercja

Mercja (ang. Mercia, staroang. Miercna, łac. Mercia, Merciorum regnum) – jedno z siedmiu państw heptarchii anglosaskiej. Od połowy VIII wieku do początków IX wieku było państwem-hegemonem heptarchii (hegemonia Mercji). Sąsiadowało z sześcioma państwami heptarchii: od południa z Wessex i Sussex, od wschodu Kent, Essex i Królestwem Anglii Wschodniej, od północy z Nortumbrią. Od zachodu przylegało do Walii, a od północy dotykało też Strathclyde.